# Diocesi di Vergi
La diocesi di Vergi (in latino: Dioecesis Vergensis) è una sede soppressa e sede titolare della Chiesa cattolica.

## Storia
Vergi, identificabile oggi con Berja in Andalusia, è un'antica sede episcopale della Spagna, suffraganea dell'arcidiocesi di Siviglia. Poco si conosce di questa sede, che non è nemmeno menzionata in España sagrada. La tradizione attribuisce la sua fondazione a san Tesifonte (metà del I secolo), che è pure l'unico vescovo conosciuto.
Dal 1969 Vergi è annoverata tra le sedi vescovili titolari della Chiesa cattolica; dal 23 aprile 2024 il vescovo titolare è José Antonio Álvarez Sánchez, vescovo ausiliare di Madrid.

## Cronotassi dei vescovi titolari
- Angelo Calabretta † (27 giugno 1970 - 4 gennaio 1975 deceduto)
- Paul Marie Nguyễn Minh Nhật † (16 luglio 1975 - 22 febbraio 1988 succeduto vescovo di Xuân Lôc)
- Antonín Liška, C.SS.R. † (19 maggio 1988 - 28 agosto 1991 nominato vescovo di České Budějovice)
- Gerhard Jakob † (8 novembre 1993 - 4 maggio 1998 deceduto)
- Salvador Emilio Riverón Cortina † (24 aprile 1999 - 22 febbraio 2004 deceduto)
- Ángel Rubio Castro (21 ottobre 2004 - 3 novembre 2007 nominato vescovo di Segovia)
- Santiago Gómez Sierra (18 dicembre 2010 - 15 giugno 2020 nominato vescovo di Huelva)
- Francisco José Prieto Fernández (28 gennaio 2021 - 1º aprile 2023 nominato arcivescovo di Santiago di Compostela)
- José Antonio Álvarez Sánchez, dal 23 aprile 2024